# Copa Constitució 1998-1999
La Copa Constitució 1998-1999 è stata la 7ª edizione della Coppa di Andorra di calcio, disputato nella primavera del 1999. Fu vinta dal Principat, al suo sesto titolo.
È noto soltanto il risultato della finale.

## Finale
| Andorra La Vella | Principat | 3 – 1 | FC Santa Coloma | Estadi Comunal d'Aixovall |